# 1570-1579
De jaren 1570-1579 (van de christelijke jaartelling) zijn een decennium in de 16e eeuw.

## Meerjarige gebeurtenissen

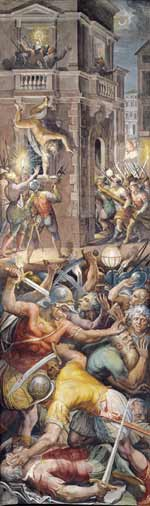
De Bartholomeusnacht
Door Giorgio Vasari

### Frankrijk
- 1570 : Koning Karel IX van Frankrijk huwt met Elisabeth van Oostenrijk, dochter van Keizer Maximiliaan II.
- 1570 : Vrede van Saint-Germain-en-Laye maakt een einde aan de derde fase van de Hugenotenoorlogen.
- 1572 : Hendrik van Navarra trouwt met Margaretha van Valois, dochter van Catharina de' Medici en wordt katholiek.
- 1572 : Bartholomeusnacht. Gaspard de Coligny en tal van protestanten worden vermoord, het begin van Vierde Hugenotenoorlog.
- 1573 : Beleg van La Rochelle. Het koninklijk leger slaagt er niet in de protestantse stad te veroveren.
- 1574 : Karel IX sterft, hij wordt opgevolgd door zijn broer Hendrik III.
- 1576 : Hendrik van Navarra vlucht van het hof en wordt weer protestant.
- 1579 : Edict van Nérac. Catharina de Médicis probeert de plooien glad te strijken.

### Ottomaanse Rijk
- 1570-1573 : Ottomaans-Venetiaanse oorlogen. De Ottomanen veroveren Cyprus.
- 1571 : Slag bij Lepanto. De christelijke Heilige Liga verslaat de Ottomaanse vloot.
- 1572 : Paus Pius V sterft, vredesonderhandelingen worden opgestart.
- 1573 : Cyprus blijft Ottomaans.

### Heilig Roomse Rijk
- 1570 : Verdrag van Spiers. Hongarije wordt opgesplitst in het Koninklijk Hongarije onder de Habsburgse monarchie en het Vorstendom Transsylvanië met als vorst Johan II Sigismund Zápolya.
- 1571 : Johan sterft, Stefanus Báthory wordt verkozen tot nieuwe vorst. Gáspár Bekes, stroman van de Habsburgers, betwist de verkiezing.
- 1572 : Koning Sigismund II August van Polen sterft kinderloos, de Franse prins Hendrik van Valois wordt tot koning gekozen.
- 1575 : Stefanus Báthory huwt met Anna Jagiello, zus van Sigismund, en wordt zo koning van Pools-Litouwse Gemenebest.
- 1576 : De broer van Stefanus, Christoffel Báthory wordt de nieuwe vorst van Transsylvanië.
- 1576 : Keizer Maximiliaan II sterft, hij wordt opgevolgd door zijn zoon Keizer Rudolf II.

### Nederlanden
- 1572 : Geuzenopstand. De opstand tegen de Spaanse overheersing begint met de inname van Den Briel en de inname van Vlissingen.
- 1572 : Oranjes tweede invasie. Onder de leiding van de broer van Willem van Oranje, Lodewijk van Nassau, valt hij via het zuiden, Frankrijk, de Spaanse Nederlanden binnen.
- 1572-1573 : Don Frederiks veldtocht. Don Frederik, de zoon van de hertog van Alva, probeert met een tegenaanval, die duurt van begin oktober 1572 met de herovering van Mechelen tot 8 oktober 1573 met het Alkmaars ontzet, alle opstandige steden in één veldtocht te heroveren.
- 1574 :  Slag op de Mookerheide. Lodewijk van Nassau sneuvelt.
- 1574 : Algemeen Pardon. De nieuwe landvoogd Requesens versoepelt de harde maatregelen van zijn voorganger Alva.
- 1575 : De munthuizen van de opstandige provincies slaan een eigen munt, de Leeuwendaalder.
- Op 1 dec 1573 wordt Reimerswaal platgebrand door geuzen. Na drie jaar leegstand vestigt een aantal bewoners zich in 1576 weer in het Zeeuwse stadje, maar zij slagen er niet in het weer tot bloei te brengen.
- 1576 : Pacificatie van Gent. De Staten-Generaal van de Nederlanden verklaren zichzelf autonoom en kiezen Willem van Oranje hun regeringsleider.
- 1577 : Unie van Brussel en het Eeuwig Edict. De nieuwe landvoogd Don Juan van Oostenrijk, halfbroer van Filips II, aanvaard de voorwaarden van de Pacificatie van Gent mits aanpassingen.
- 1577 : Inname van de Naamse citadel. Willem van Oranje eist dat zijn zoon Filips Willem van Oranje zou worden vrijgelaten. De vijandelijkheden hervatten.
- 1578 : Don Juan sterft. De Staten Generaal stellen Matthias van Oostenrijk, de broer van Keizer Rudolf II, aan als nieuwe landvoogd.
- 1579 : Parma's negen jaren. Koning Filips II stuurt Alexander Farnese, zoon van Margaretha van Parma, om orde op zaken te stellen.
- 1579 : De noordelijke en zuidelijke Nederlanden vallen uiteen in de protestantse Unie van Utrecht en de katholieke Unie van Atrecht.

### Portugese Rijk
- 1578 : Slag bij Ksar-el-Kebir. Koning Sebastiaan van Portugal sneuvelt in de Marokkaanse stad, hij wordt opgevolgd door zijn oom kardinaal Hendrik van Portugal.

### Afrika
- 1575 : Portugees-West-Afrika wordt opgericht, met als hoofdstad Luanda.

### Amerika
- 1572 : Túpac Amaru, de laatste leider van de Inca's, wordt onthoofd.

### Azië
- 1579 : Het Sultanaat Bantam verovert het hele grondgebied van Soenda in West-Java. Malauna Yusuf verwoest de Soendanese hoofdstad Pakuan Pajajaran. De heilige steen (watu gigilang) die als troon van de Soendanese heersers heeft gediend, wordt meegenomen naar Bantam en daar op het koninklijke plein geplaatst om symbolisch het einde van Soenda te markeren.

### Ontdekkingsreizen
- 1577-1580 : De "Golden Hinde" is het schip waarmee Sir Francis Drake in 34 maanden als eerste Engelsman om de wereld zeilt. De expeditie vertrekt met vijf schepen, maar nog voor men Vuurland bereikt is er nog maar één over.

### Godsdienst
- Vanaf 1570 wordt het kerkorgel uit de Engelse kerken verwijderd, of het wordt niet meer onderhouden. Ook de gereformeerden in Schotland en Zürich verwijderen orgels uit hun kerken. In de Republiek spreekt de Nationale Synode van Dordrecht in 1578 zich uit tegen orgelmuziek in de dienst, maar de stadsbesturen voorkomen als eigenaren van de orgels dat ze worden weggehaald.

### Stad en land
- Tussen 1569 en 1573 houdt de Friese boer Rienck Hemmema een kasboek bij waarin hij de kosten, opbrengsten en werkzaamheden op zijn boerderij bijhoudt. Het rekenboek geeft een beeld van hoe geavanceerd en efficiënt de landbouw in Friesland al is en hoe deze voorop loopt op de rest van Europa.

### Kunst & wetenschappen
- Michel de Montaigne trekt zich in 1572 terug op zijn voorvaderlijk kasteel en gaat de Essais schrijven. In 1580 verschijnt de eerste uitgave in twee delen.
- De Portugese dichter Luís de Camões publiceert "Os Lusiados", een nationaal epos in tien cantos, naar de Aeneis van vergilius. De Fransman Pierre de Ronsard geeft de eerste vier boeken uit van wat zijn nationaal epos moet worden: "La Franciade", maar daar blijft het bij. Ook de Antwerpenaar Jan van der Noot begint aan een nationaal epos van het Habsburgse Europa. Zijn werk loopt vast als de Noordelijke Nederlanden de koning van Spanje afzweren (1581).
- In zijn belangrijkste werk, Les six livres de la république (1576), stelt Jean Bodin dat de soevereiniteit van de staat de hoogste, meest absolute en tijdloze macht is. Hiermee legt Bodin de basis voor de theoretische grondslag van het absolutisme en het moderne staatsgezag. Tegenover hem staan de protestantse monarchomachen, die in hun boek Vindiciae contra tyrannos uit 1579, een belangrijke stap zetten in de protestantse visie op burgerlijke ongehoorzaamheid.

<< · 1570 · 1571 · 1572 · 1573 · 1574 · 1575 · 1576 · 1577 · 1578 · 1579 · >>
<< · 1500-1509 · 1510-1519 · 1520-1529 · 1530-1539 · 1540-1549 · 1550-1559 · 1560-1569 · 1570-1579 · 1580-1589 · 1590-1599 · >>